# Чигник (Аљаска)
Чигник (енгл. Chignik) град је у америчкој савезној држави Аљаска.

## Демографија
По попису из 2010. године број становника је 91, што је 12 (15,2%) становника више него 2000. године.
| Група             | 2000.      | 2010.      |
| Белци             | 25 (31,6%) | 31 (34,1%) |
| Афроамериканци    | 0 (0,0%)   | 0 (0,0%)   |
| Азијати           | 2 (2,5%)   | 3 (3,3%)   |
| Хиспаноамериканци | 1 (1,3%)   | 1 (1,1%)   |
| Укупно            | 79         | 91         |